# 马泰泰尔凯
马泰泰尔凯，是匈牙利南部巴奇-基什孔州所辖的一个村，总面积27.93平方公里，总人口617，人口密度22人/平方公里（2002年）。地理坐标为46.034°N 19.040°E。